# Christian Magnan
Pour les articles homonymes, voir Magnan.
Christian Magnan (1er mai 1942 à Marseille - 15 mai 2018 à Montpellier) est un astrophysicien français, sous-directeur de laboratoire honoraire au Collège de France. Il a exercé son travail de recherche à l'Institut d'astrophysique de Paris et au Groupe de recherche en astronomie et astrophysique du Languedoc (GRAAL) à l'université de Montpellier.

## Recherches scientifiques
Cadet d'une famille de six enfants dont les parents sont professeurs de lettres, Christian Magnan fait ses études à Marseille. Admis en 1960 à l'École polytechnique et à l'École Normale Supérieure, il choisit d'intégrer l'École normale. Il y suit notamment les cours d'Yves Rocard, Alfred Kastler, Jean Brossel et Albert Kirrmann puis s'inscrit au certificat de troisième cycle d'astrophysique nouvellement créé par Evry Schatzman, passe sa thèse de troisième cycle et entre au CNRS en 1964. Appelé en 1967 par André Lallemand puis par Jean-Claude Pecker au Collège de France il y fera toute sa carrière mais c'est dans les murs de l'Institut d'astrophysique de Paris qu'il exercera sa recherche avant de rejoindre en 1991 l'Université de Montpellier. Il se spécialise dans la théorie des atmosphères stellaires et soutient sa thèse d'État sur la formation des spectres en présence de mouvements de matière. Il poursuit sa recherche dans ce domaine en l'appliquant aux étoiles que les modèles classiques en équilibre sont incapables de représenter à cause de leur état dynamique prononcé.
En opposition avec l'astrophysique actuelle qui, selon lui, se perd dans une modélisation aveugle oublieuse de la complexité des étoiles réelles, Christian Magnan poursuit alors un effort de communication à l'extérieur des circuits conventionnels de publication (livres, articles dans des magazines, conférences, puis plus tard son site web) et est amené à travailler les grands sujets de vulgarisation dont la cosmologie. Qualifié d'« empêcheur de tourner en rond » par une journaliste scientifique, il présente contre les thèses des cosmologistes officiels des critiques que l'on peut résumer ainsi :
- l'infini : étant admis par tous les physiciens que la notion mathématique d'infini n'a pas de signification physique, on peut contester que les cosmologistes acceptent de considérer des modèles infinis d'univers comme s'appliquant à la réalité. Comme l'Univers visible s'étend sur seulement 17 puissances de 10 lorsque l'on prend la seconde-lumière pour unité, il est absurde et injustifié de vouloir étendre ce domaine sur des millions ou des milliards de puissances de 10[8].
- la matière noire : alors que toute hypothèse doit être construite sur une théorie solide et des observations incontestables, il n'existe aucune théorie de la matière noire et les observations ne sont pas concluantes[9].
- l'énergie noire : alors que par manque de théorie convenable les cosmologistes sont incapables de faire la distinction entre ce qui est en expansion et ce qui ne l'est pas, et par conséquent incapables de mesurer proprement l'expansion de l'espace à partir de la mesure de vitesse des galaxies, il est absurde de dire que l'expansion (inconnue) est accélérée[10]. De ce fait l'attribution du prix Nobel de physique 2011 aux découvreurs de la prétendue accélération de l'expansion est selon lui injustifiée.
- le réglage fin de l'Univers : utilisé comme argument dans le principe anthropique, ce prétendu réglage est réalisé pour tous les univers de Friedmann et ne peut donc pas être présenté comme une propriété exceptionnelle de notre propre Univers[11].

Christian Magnan soutient sans réserve la thèse du Big Bang mais refuse que le modèle théorique initial de Friedmann soit affublé de paramètres additionnels arbitraires et prétende viser une précision portant sur des décimales. Selon lui le modèle homogène et isotrope est une approximation et doit être considéré comme tel.
Cet inventaire sans concession de l’astrophysique est présenté en détail de façon scientifiquement argumentée[réf. nécessaire] dans son livre Le théorème du jardin.

## Implications dans le domaine philosophique et culturel
En interrogeant la façon dont le discours cosmologique officiel s'appuie sur des concepts introduits selon lui arbitrairement sans suffisamment les interroger (par exemple le concept de matière noire) Christian Magnan se livre à une approche critique dont les enjeux débordent du champ strict de la cosmologie pour intéresser la philosophie et notamment l'épistémologie. C'est la raison pour laquelle deux de ses ouvrages ont été publiés dans la collection « Épistémologie et philosophie des sciences » dirigée par Angèle Kremer-Marietti. L'astrophysicien contestataire dénonce aussi la confusion entre l'univers des concepts et l'Univers réel, par exemple par la notion d'infini, objet mental ne correspondant à rien de réel dont il démontre les paradoxes[réf. nécessaire] de la croyance en sa réalité. Il insiste également sur le fait que les lois théoriques et symboliques de la physique n'atteignent pas l'essence de la nature. La science abstraite, remarque-t-il, est en particulier incapable de faire venir le monde réel à l'existence.
Christian Magnan se déclare profondément féministe et fait un parallèle entre le pouvoir que les hommes s'approprient indûment pour asservir les femmes et les prétentions des cosmologistes à dominer le monde par leurs équations. Dans son livre la nature sans foi ni loi il incite les savants à reconnaître au contraire leur entière dépendance vis-à-vis du monde des choses.
Enfin niant le caractère scientifique du principe anthropique il défend une position radicalement matérialiste et rationaliste et regrette que de trop nombreux cosmologistes se fassent selon lui complices de préjugés spiritualistes.

## Distinctions
- Prix Damoiseau de l’Académie des sciences (1982)
- Chevalier de l'Ordre national du Mérite